# Слава (фильм, 2016)
«Слава» (болг. Слава) — кинофильм режиссёров Кристины Грозевой и Петра Вылчанова, вышедший на экраны в 2016 году. Лента выдвигалась от Болгарии на премию «Оскар» за лучший фильм на иностранном языке, но не была номинирована.

## Сюжет
Цанко Петров работает на железной дороге в болгарской провинции и ведёт замкнутый образ жизни, поскольку из-за заикания ему трудно общаться с людьми. Однажды во время обхода путей он находит на обочине огромную сумму денег и после некоторых сомнений сообщает об этом властям. Благодаря этому поступку Цанко сразу же оказывается в центре всеобщего внимания: его снимает телевидение, а вскоре его приглашают в министерство транспорта, чтобы вручить грамоту и наручные часы. Однако его собственные часы марки «Слава», которые с его руки сняли перед церемонией, пропадают где-то в недрах министерства. Все попытки Цанко вернуть эту семейную реликвию оказываются тщетными: высокомерная пресс-секретарь министерства Юлия Стайкова не воспринимает его претензии всерьёз. Возмущённый Цанко обращается к журналисту-расследователю Кириллу Колеву и рассказывает свою историю. Более того, он упоминает, что говорил министру о воровстве топлива на железной дороге, но тот отказался его слушать...

## В ролях
- Стефан Денолюбов — Цанко Петров
- Маргита Гошева — Юлия Стайкова
- Китодар Тодоров — Валерий
- Милко Лазаров — Кирилл Колев, журналист
- Георгий Стаменов — доктор
- Иван Савов — министр Кынчев
- Мира Искырова — Галя
- Таня Шахова — Пепа

## Награды и номинации
- 2016 — специальное упоминание в категории «Новое кино» на кинофестивале в Локарно.
- 2016 — Гран-при, приз ФИПРЕССИ и приз за лучший сценарий на Хихонском кинофестивале.
- 2016 — специальное упоминание на Гентском кинофестивале.
- 2016 — приз за лучший фильм на Калькуттском кинофестивале.
- 2016 — приз зрительских симпатий на минском кинофестивале «Листопад».
- 2017 — приз за лучший балканский фильм на Софийском кинофестивале.
- 2017 — приз за лучший международный фильм на Эдинбургском кинофестивале.
- 2017 — призы лучшему актёру (Стефан Денолюбов) и лучшей актрисе (Маргита Гошева) на кинофестивале «Фаджр».
- 2017 — приз за лучший сценарий на Дублинском кинофестивале.
- 2017 — специальный приз жюри Трансильванского кинофестиваля.
- 2017 — приз за лучший фильм на кинофестивале в Тиране.
- 2017 — премия Болгарской киноакадемии за лучшую женскую роль (Маргита Гошева), а также 6 номинаций.